# 霍华德·泰勒
霍华德·泰勒（英語：Howard Taylor，1865年11月23日—1920年11月26日），生于纽约，美国男子网球运动员。他曾搭档亨利·斯洛克姆获得1889年美国网球公开赛男子双打冠军。他于1920年在纽约去世。